# Jason De Rocco
Jason De Rocco (ur. 19 września 1989 w Winnipeg) – kanadyjski siatkarz, grający na pozycji przyjmującego,35-krotny reprezentant Kanady.
Jego ojcem jest Stelio DeRocco, który jest trenerem siatkarskim.

## Sukcesy klubowe
Mistrzostwo Polski:
- 2017

## Sukcesy reprezentacyjne
Mistrzostwa Ameryki Północnej, Środkowej i Karaibów Juniorów:
- 2008

Puchar Panamerykański:
- 2016

Liga Światowa:
- 2017

Mistrzostwa Ameryki Północnej, Środkowej i Karaibów:
- 2017, 2019